# Boyer (Saona i Loira)
Boyer és un municipi francès, situat al departament de Saona i Loira i a la regió de Borgonya - Franc Comtat. L'any 2007 tenia 675 habitants.

## Demografia

### Població
El 2007 la població de fet de Boyer era de 675 persones. Hi havia 268 famílies, de les quals 84 eren unipersonals (44 homes vivint sols i 40 dones vivint soles), 92 parelles sense fills, 76 parelles amb fills i 16 famílies monoparentals amb fills.
La població ha evolucionat segons el següent gràfic:
Habitants censats

### Habitatges
El 2007 hi havia 342 habitatges, 277 eren l'habitatge principal de la família, 43 eren segones residències i 22 estaven desocupats. 329 eren cases i 11 eren apartaments. Dels 277 habitatges principals, 222 estaven ocupats pels seus propietaris, 39 estaven llogats i ocupats pels llogaters i 16 estaven cedits a títol gratuït; 1 tenia una cambra, 14 en tenien dues, 35 en tenien tres, 65 en tenien quatre i 162 en tenien cinc o més. 239 habitatges disposaven pel capbaix d'una plaça de pàrquing. A 105 habitatges hi havia un automòbil i a 142 n'hi havia dos o més.

### Piràmide de població
La piràmide de població per edats i sexe el 2009 era:
| Homes | Edats   | Dones |
| ----- | ------- | ----- |
| 4     | 95 o +  | 4     |
| 0     | 90 a 94 | 4     |
| 4     | 85 a 89 | 12    |
| 4     | 80 a 84 | 4     |
| 24    | 75 a 79 | 16    |
| 24    | 70 a 74 | 12    |
| 4     | 65 a 69 | 28    |
| 20    | 60 a 64 | 8     |
| 12    | 55 a 59 | 20    |
| 36    | 50 a 54 | 36    |
| 16    | 45 a 49 | 20    |
| 24    | 40 a 44 | 44    |
| 24    | 35 a 39 | 12    |
| 12    | 30 a 34 | 24    |
| 24    | 25 a 29 | 20    |
| 8     | 20 a 24 | 8     |
| 20    | 15 a 19 | 20    |
| 12    | 10 a 14 | 20    |
| 28    | 5 a 9   | 4     |
| 16    | 0 a 4   | 4     |

## Economia
El 2007 la població en edat de treballar era de 416 persones, 284 eren actives i 132 eren inactives. De les 284 persones actives 263 estaven ocupades (149 homes i 114 dones) i 21 estaven aturades (8 homes i 13 dones). De les 132 persones inactives 54 estaven jubilades, 29 estaven estudiant i 49 estaven classificades com a «altres inactius».

### Ingressos
El 2009 a Boyer hi havia 278 unitats fiscals que integraven 654,5 persones, la mediana anual d'ingressos fiscals per persona era de 18.035 €.

### Activitats econòmiques
Dels 28 establiments que hi havia el 2007, 3 eren d'empreses de fabricació d'altres productes industrials, 7 d'empreses de construcció, 10 d'empreses de comerç i reparació d'automòbils, 1 d'una empresa de transport, 4 d'empreses d'hostatgeria i restauració, 1 d'una empresa immobiliària i 2 d'empreses de serveis.
Dels 12 establiments de servei als particulars que hi havia el 2009, 2 eren tallers de reparació d'automòbils i de material agrícola, 2 paletes, 2 guixaires pintors, 1 lampisteria, 1 electricista i 4 restaurants.
L'any 2000 a Boyer hi havia 13 explotacions agrícoles que ocupaven un total de 880 hectàrees.

## Equipaments sanitaris i escolars
El 2009 hi havia 1 escola maternal integrada dins d'un grup escolar amb les comunes properes formant una escola dispersa i 1 escola elemental integrada dins d'un grup escolar amb les comunes properes formant una escola dispersa.

## Poblacions més properes
El següent diagrama mostra les poblacions més properes.